# Demetrius van Pharos
Demetrius van Pharos was een Illyrische koning. Hij was betrokken bij de Tweede Illyrische Oorlog, waarna hij namens de Romeinen regeerde over een deel van de Illyrische Adriatische kust.